# Latibex
Latibex é uma bolsa para valores latinoamericanos radicada em Madrid, Espanha, que opera desde Dezembro de 1999.